# فرشته‌های کثیف
فرشته‌های کثیف (به انگلیسی: Dirty Angels) یک فیلم اکشن و دلهره‌آور آمریکایی محصول سال ۲۰۲۴ به کارگردانی مارتین کمبل با بازی اوا گرین، روبی رز، ماریا باکالوا، رونا لی شیمون، جونیکا تی. گیبز، لتیسیا ایدو و کریستوفر بکوس است.
این فیلم در تاریخ ۱۳ دسامبر ۲۰۲۴ در سینماها و به‌صورت ویدئویی منتشر شد.

## داستان
در جریان خروج نیروهای آمریکایی از افغانستان (۲۰۲۱)، گروهی از سربازان زن در پوشش پزشک برای نجات گروهی از نوجوانان گرفتار شده بین داعش و طالبان، به آنجا فرستاده می‌شوند و …

## تولید
فیلمبرداری در دسامبر ۲۰۲۲ در مراکش و سالونیک، یونان آغاز شد، و در فوریه ۲۰۲۳ به پایان رسید.